# Ausztrál női vízilabda-válogatott
Az ausztrál női vízilabda-válogatott Ausztrália nemzeti csapata, melyet az Ausztrál Vízilabda-szövetség (angolul: Water Polo Australia) irányít.
Az amerikai- és a kanadai válogatott mellett a legerősebb nem európai csapatok közé tartozik. Szerzett érmek tekintetében a második legeredményesebb tengerentúli nemzeti együttes (az amerikai után): egyszeres olimpiai- és világbajnok, háromszoros világkupa-győztes, valamint négyszeres világliga-ezüstérmes.

## Eredmények

### Nyári olimpiai játékok
- 2000 –  Arany
- 2004 – 4. hely
- 2008 –  Bronz
- 2012 –  Bronz
- 2016 – 6. hely
- 2020 – 5. hely
- 2024 –  Ezüst
- 2028 –
- 2032 – Rendezőként kijutott

### Világbajnokság
- 1986 -  Arany
- 1991 - 5. hely
- 1994 - 6. hely
- 1998 -  Bronz
- 2001 - 5. hely
- 2003 - 7. hely
- 2005 - 6. hely
- 2007 -  Ezüst
- 2009 - 6. hely
- 2011 - 5. hely
- 2013 -  Ezüst
- 2015 - 4. hely
- 2017 - 8. hely
- 2019 -  Bronz
- 2022 - 6. hely
- 2023 - 4. hely
- 2024 - 6. hely
- 2025 - 6. hely

### Világliga
- 2004 - 7. hely
- 2005 -  Bronz
- 2006 - 4. hely
- 2007 -  Ezüst
- 2008 -  Bronz
- 2009 -  Bronz
- 2010 -  Ezüst
- 2011 -  Bronz
- 2012 -  Ezüst
- 2013 - 7. hely
- 2014 -  Bronz
- 2015 -  Ezüst
- 2016 -  Bronz
- 2017 - 7. hely
- 2018 - 7. hely
- 2019 - 5. hely
- 2020 - Nem indult
- 2022 - 6. hely

### Világkupa
- 1979 -  Bronz
- 1980 - 4. hely
- 1981 -  Bronz
- 1983 -  Bronz
- 1984 -  Arany
- 1988 - 5. hely
- 1989 - 5. hely
- 1991 -  Ezüst
- 1993 - 4. hely
- 1995 -  Arany
- 1997 -  Bronz
- 1999 -  Ezüst
- 2002 - 6. hely
- 2006 -  Arany
- 2010 -  Ezüst
- 2014 -  Ezüst
- 2018 -  Bronz
- 2023 - Nem jutott ki